# Lista amerykańskich senatorów ze stanu Kolorado
Lista amerykańskich senatorów ze stanu Kolorado – senatorzy wybrani ze stanu Kolorado.
Stan Kolorado został włączony do Unii 1 sierpnia 1876 roku. Posiada prawo do mandatów senatorskich 2. i 3. klasy. Do 8 kwietnia 1913 roku (ratyfikowania 17. poprawki do Konstytucji) senatorowie byli wybierani przez stanowy parlament. Od tego czasu wybierani są w wyborach powszechnych.

## 2. Klasa
| Lp. | Imię i nazwisko      | Imię i nazwisko | Od                | Do               | Partia               | Kadencja | Uwagi |
| --- | -------------------- | --------------- | ----------------- | ---------------- | -------------------- | --- | --- |
| 1   | Henry M. Teller      |                 | 15 listopada 1876 | 17 kwietnia 1882 | Partia Republikańska | 1 | Wybrany w 1876 |
| 1   | Henry M. Teller      | 2               | 15 listopada 1876 | 17 kwietnia 1882 | Partia Republikańska | Reelekcja w 1876 Zrezygnował w trakcie trwania kadencji, by objąć funkcję sekretarza zasobów wewnętrznych USA | |
| 2   | George M. Chilcott   | 2               |                   | 17 kwietnia 1882 | 27 stycznia 1883     | Partia Republikańska                                                                                          | Mianowany do kontynuowania kadencji w 1882 Nie starał się o wybór na dokończenie kadencji w wyborach specjalnych w 1883 |
| 3   | Horace Tabor         | 2               |                   | 27 stycznia 1883 | 4 marca 1883         | Partia Republikańska                                                                                          | Wybrany do dokończenia kadencji w wyborach specjalnych w 1883 Nie starał się o wybór na pełną, 6-letnia kadencję w 1883 |
| 4   | Thomas M. Bowen      |                 | 4 marca 1883      | 4 marca 1889     | Partia Republikańska | 3 | Wybrany w 1882 lub 1883                                                                                                 |
| 5   | Edward O. Wolcott    |                 | 4 marca 1889      | 4 marca 1901     | Partia Republikańska | 4 | Wybrany w 1889 |
| 5   | Edward O. Wolcott    | 5               | 4 marca 1889      | 4 marca 1901     | Partia Republikańska | Reelekcja w 1895 Przegrał wybory w 1901                                                                       | |
| 6   | Thomas M. Patterson  |                 | 4 marca 1901      | 4 marca 1907     | Partia Demokratyczna | 6 | Wybrany w 1901 Nie starał się o reelekcję w 1906                                                                        |
| 7   | Simon Guggenheim     |                 | 4 marca 1907      | 4 marca 1913     | Partia Republikańska | 7 | Wybrany w 1906 Nie starał się o reelekcję w 1912                                                                        |
| 8   | John F. Shafroth     |                 | 4 marca 1913      | 4 marca 1919     | Partia Demokratyczna | 8 | Wybrany w 1912 Przegrał wybory w 1918                                                                                   |
| 9   | Lawrence C. Phipps   |                 | 4 marca 1919      | 4 marca 1931     | Partia Republikańska | 9 | Wybrany w 1918 |
| 9   | Lawrence C. Phipps   | 10              | 4 marca 1919      | 4 marca 1931     | Partia Republikańska | Reelekcja w 1924 Nie starał się o reelekcję w 1930                                                            | |
| 10  | Edward P. Costigan   |                 | 4 marca 1931      | 4 marca 1937     | Partia Demokratyczna | 11 | Wybrany w 1930 Nie starał się o reelekcję w 1936                                                                        |
| 11  | Edwin C. Johnson     |                 | 3 stycznia 1937   | 3 stycznia 1955  | Partia Demokratyczna | 12 | Wybrany w 1936 |
| 11  | Edwin C. Johnson     | 13              | 3 stycznia 1937   | 3 stycznia 1955  | Partia Demokratyczna | Wybrany w 1942                                                                                                | |
| 11  | Edwin C. Johnson     | 14              | 3 stycznia 1937   | 3 stycznia 1955  | Partia Demokratyczna | Reelekcja w 1948 Nie starał się o reelekcję w 1954                                                            | |
| 12  | Gordon L. Allott     |                 | 3 stycznia 1955   | 3 stycznia 1973  | Partia Republikańska | 15 | Wybrany w 1954 |
| 12  | Gordon L. Allott     | 16              | 3 stycznia 1955   | 3 stycznia 1973  | Partia Republikańska | Reelekcja w 1960                                                                                              | |
| 12  | Gordon L. Allott     | 17              | 3 stycznia 1955   | 3 stycznia 1973  | Partia Republikańska | Reelekcja w 1966 Przegrał wybory w 1972                                                                       | |
| 13  | Floyd K. Haskell     |                 | 3 stycznia 1973   | 3 stycznia 1979  | Partia Demokratyczna | 18 | Wybrany w 1972 Przegrał wybory w 1978                                                                                   |
| 14  | William L. Armstrong |                 | 3 stycznia 1979   | 3 stycznia 1991  | Partia Republikańska | 19 | Wybrany w 1978 |
| 14  | William L. Armstrong | 20              | 3 stycznia 1979   | 3 stycznia 1991  | Partia Republikańska | Reelekcja w 1984 Nie starał się o reelekcję w 1990                                                            | |
| 15  | Hank Brown           |                 | 3 stycznia 1991   | 3 stycznia 1997  | Partia Republikańska | 21 | Wybrany w 1990 Nie starał się o reelekcję w 1996                                                                        |
| 16  | Wayne Allard         |                 | 3 stycznia 1997   | 3 stycznia 2009  | Partia Republikańska | 22 | Wybrany w 1996 |
| 16  | Wayne Allard         | 23              | 3 stycznia 1997   | 3 stycznia 2009  | Partia Republikańska | Reelekcja w 2002 Nie starał się o reelekcję w 2008                                                            | |
| 17  | Mark Udall           |                 | 3 stycznia 2009   | 3 stycznia 2015  | Partia Demokratyczna | 24 | Wybrany w 2008 Przegrał wybory w 2014                                                                                   |
| 18  | Cory Gardner         |                 | 3 stycznia 2015   | 3 stycznia 2021  | Partia Republikańska | 25 | Wybrany w 2014 Przegrał wybory w 2020                                                                                   |
| 19  | John Hickenlooper    |                 | 3 stycznia 2021   | nadal            | Partia Demokratyczna | 26 | Wybrany w 2020 |

## 3. Klasa
| Lp.   | Imię i nazwisko         | Imię i nazwisko                | Od                | Do               | Partia                                                                        | Kadencja                                                 | Uwagi |
| ----- | ----------------------- | ------------------------------ | ----------------- | ---------------- | ----------------------------------------------------------------------------- | -------------------------------------------------------- | --- |
| 1     | Jerome B. Chaffee       |                                | 15 listopada 1876 | 4 marca 1879     | Partia Republikańska                                                          | 1                                                        | Wybrany w 1876 Nie starał się o reelekcję w 1879                                                                 |
| 2     | Nathaniel P. Hill       |                                | 4 marca 1879      | 4 marca 1885     | Partia Republikańska                                                          | 2                                                        | Wybrany w 1879 Przegrał wybory w 1885                                                                            |
| 3     | Henry M. Teller         |                                | 4 marca 1885      | 4 marca 1909     | Partia Republikańska (do 1903)                                                | 3                                                        | Wybrany w 1885                                                                                                   |
| 3     | Henry M. Teller         | 4                              | 4 marca 1885      | 4 marca 1909     | Partia Republikańska (do 1903)                                                | Reelekcja w 1891                                         | |
| 3     | Henry M. Teller         | 5                              | 4 marca 1885      | 4 marca 1909     | Partia Republikańska (do 1903)                                                | Reelekcja w 1897                                         | |
| 3     | Henry M. Teller         | Partia Demokratyczna (od 1903) | 4 marca 1885      | 4 marca 1909     | 6                                                                             | Reelekcja w 1903 Nie starał się o reelekcję w 1908       | |
| 4     | Charles J. Hughes Jr.   |                                | 4 marca 1909      | 11 stycznia 1911 | Partia Demokratyczna                                                          | 7                                                        | Wybrany w 1908 Zmarł w trakcie pełnienia urzędu w 1911                                                           |
| Wakat | Wakat                   | Wakat                          | 11 stycznia 1911  | 15 stycznia 1913 |                                                                               | 7                                                        | |
| 5     | Charles S. Thomas       |                                | 15 stycznia 1913  | 4 marca 1921     | Partia Demokratyczna                                                          | 7                                                        | Wybrany do dokończenia kadencji w wyborach specjalnych w 1912                                                    |
| 5     | Charles S. Thomas       | 8                              | 15 stycznia 1913  | 4 marca 1921     | Partia Demokratyczna                                                          | Reelekcja w 1914 Przegrał wybory w 1920                  | |
| 6     | Samuel D. Nicholson     |                                | 4 marca 1921      | 24 marca 1923    | Partia Republikańska                                                          | 9                                                        | Wybrany w 1920 Zmarł w trakcie pełnienia urzędu w 1923                                                           |
| Wakat | Wakat                   | Wakat                          | 24 marca 1923     | 17 maja 1923     |                                                                               | 9                                                        | |
| 7     | Alva B. Adams           |                                | 17 maja 1923      | 1 grudnia 1924   | Partia Demokratyczna                                                          | 9                                                        | Mianowany do kontynuowania kadencji w 1923 Nie starał się o wybór w wyborach specjalnych w 1924                  |
| 8     | Rice W. Means           |                                | 1 grudnia 1924    | 4 marca 1927     | Partia Republikańska                                                          | 9                                                        | Wybrany do dokończenia kadencji w wyborach specjalnych w 1924 Przegrał prawybory w 1926                          |
| 9     | Charles W. Waterman     |                                | 4 marca 1927      | 27 sierpnia 1932 | Partia Republikańska                                                          | 10                                                       | Wybrany w 1926 Zmarł w trakcie pełnienia urzędu w 1932                                                           |
| Wakat | Wakat                   | Wakat                          | 27 sierpnia 1932  | 26 września 1932 |                                                                               | 10                                                       | |
| 10    | Walter Walker           |                                | 26 września 1932  | 6 grudnia 1932   | Partia Demokratyczna                                                          | 10                                                       | Mianowany do kontynuowania kadencji w 1932 Przegrał w wyborach specjalnych o dokończenie kadencji w 1932         |
| 11    | Karl C. Schuyler        |                                | 7 grudnia 1932    | 4 marca 1933     | Partia Republikańska                                                          | 10                                                       | Wybrany do dokończenia kadencji w wyborach specjalnych w 1932 Przegrał wybory na pełną, 6-letnią kadencję w 1932 |
| 12    | Alva B. Adams           |                                | 4 marca 1933      | 1 grudnia 1941   | Partia Demokratyczna                                                          | 11                                                       | Wybrany w 1932                                                                                                   |
| 12    | Alva B. Adams           | 12                             | 4 marca 1933      | 1 grudnia 1941   | Partia Demokratyczna                                                          | Reelekcja w 1938 Zmarł w trakcie pełnienia urzędu w 1941 | |
| Wakat | Wakat                   | Wakat                          | 1 grudnia 1941    | 20 grudnia 1941  |                                                                               | 12                                                       | |
| 13    | Eugene Millikin         |                                | 20 grudnia 1941   | 3 stycznia 1957  | Partia Republikańska                                                          | 12                                                       | Mianowany do kontynuowania kadencji w 1941 Wybrany do dokończenia kadencji w wyborach specjalnych w 1942         |
| 13    | Eugene Millikin         | 13                             | 20 grudnia 1941   | 3 stycznia 1957  | Partia Republikańska                                                          | Reelekcja w 1944                                         | |
| 13    | Eugene Millikin         | 14                             | 20 grudnia 1941   | 3 stycznia 1957  | Partia Republikańska                                                          | Reelekcja w 1950 Nie starał się o reelekcję w 1956       | |
| 14    | John A. Carroll         |                                | 3 stycznia 1957   | 3 stycznia 1963  | Partia Demokratyczna                                                          | 14                                                       | Wybrany w 1956 Przegrał wybory w 1962                                                                            |
| 15    | Peter H. Dominick       |                                | 3 stycznia 1963   | 3 stycznia 1975  | Partia Republikańska                                                          | 15                                                       | Wybrany w 1962                                                                                                   |
| 15    | Peter H. Dominick       | 16                             | 3 stycznia 1963   | 3 stycznia 1975  | Partia Republikańska                                                          | Reelekcja w 1968 Przegrał wybory w 1974                  | |
| 16    | Gary Hart               |                                | 3 stycznia 1975   | 3 stycznia 1987  | Partia Demokratyczna                                                          | 17                                                       | Wybrany w 1974                                                                                                   |
| 16    | Gary Hart               | 18                             | 3 stycznia 1975   | 3 stycznia 1987  | Partia Demokratyczna                                                          | Reelekcja w 1980 Nie starał się o reelekcję w 1986       | |
| 17    | Tim Wirth               |                                | 3 stycznia 1987   | 3 stycznia 1993  | Partia Demokratyczna                                                          | 19                                                       | Wybrany w 1986 Nie starał się o reelekcję w 1992                                                                 |
| 18    | Ben Nighthorse Campbell |                                | 3 stycznia 1993   | 3 stycznia 2005  | Partia Demokratyczna (do 3 marca 1995) Partia Republikańska (od 3 marca 1995) | 21                                                       | Wybrany w 1992                                                                                                   |
| 18    | Ben Nighthorse Campbell | 22                             | 3 stycznia 1993   | 3 stycznia 2005  | Partia Demokratyczna (do 3 marca 1995) Partia Republikańska (od 3 marca 1995) | Reelekcja w 1998 Nie starał się o reelekcję w 2004       | |
| 19    | Ken Salazar             |                                | 3 stycznia 2005   | 20 stycznia 2009 | Partia Demokratyczna                                                          | 23                                                       | Wybrany w 2004 Zrezygnował w trakcie trwania kadencji, by objąć funkcję sekretarza zasobów wewnętrznych USA      |
| 20    | Michael Bennet          |                                | 21 stycznia 2009  | nadal            | Partia Demokratyczna                                                          | 23                                                       | Mianowany do dokończenia kadencji w 2009                                                                         |
| 20    | Michael Bennet          | 24                             | 21 stycznia 2009  | nadal            | Partia Demokratyczna                                                          | Wybrany na pełną, 6-letnią kadencję w 2010               | |
| 20    | Michael Bennet          | 25                             | 21 stycznia 2009  | nadal            | Partia Demokratyczna                                                          | Reelekcja w 2016                                         | |
| 20    | Michael Bennet          | 26                             | 21 stycznia 2009  | nadal            | Partia Demokratyczna                                                          | Reelekcja w 2022                                         | |